# Насакин, Алексей Иванович
Алексей Иванович Насакин (28 марта 1928, Телятники, Рязанская губерния — 23 ноября 2011, Москва) — советский и российский учёный, механик, изобретатель и инженер. Один из создателей АТС-59 и БМП-1.

## Биография
Алексей Иванович Насакин родился 28 марта 1928 года в селе Телятники Телятниковского сельсовета Сараевской волости Ряжского уезда Рязанской губернии, ныне село — административный центр Телятниковского сельского поселения Сараевского района Рязанской области.
В 1944 году начал работать на Курганском механическом заводе № 603 слесарем-инструментальщиком.
В 1951 году окончил Уральский политехнический институт им. С. М. Кирова по специальности «Механическое оборудование металлургических цехов».
В 1951—1955 годах работал инженером на заводе Министерства среднего машиностроения и преподавал физику в Вечерней школе рабочей молодёжи города Глазов Удмуртской АССР.
В 1955—1976 годах работал на Курганском машиностроительном заводе. Сперва был назначен начальником строящегося цеха трансмиссий для гусеничных артиллерийских тягачей. Вскоре после запуска цеха был снят с должности  за срыв сроков. Работал заместителем начальника цеха, а затем — начальником цеха № 320, заместителем главного технолога, заместителем главного инженера по подготовке производства, заместителем директора по производству. Провёл подготовку производства и освоение серийного изготовления артиллерийского тягача АТС-59, боевой машины пехоты (БМП-1).
С отличием окончил Вечерний Институт марксизма-ленинизма при Городском комитете КПСС г. Кургана. Избирался депутатом Курганского городского Совета депутатов трудящихся.
Для предстоящего увеличения выпуска новой сложной техники необходимо было внедрять новые методы организации производства и проводить реконструкцию завода. Во время реконструкции начался некоторый спад выпуска изделий. Насакин был вызван в Министерство оборонной промышленности, где ему объявили о снятии его с работы и создании комиссии для расследования дела о реконструкции. Комиссия дала высокую оценку техническим решениям по реконструкции завода и подтвердила неизбежность временного спада выпуска изделий.
В 1976—1983 годах работал директором агрегатного завода, начальником управления качества, заместителем директора объединения по экспортному производству — начальником управления внешних связей и экспортных поставок, заместителем директора по производству на КамАЗе.
В 1982 году окончил Академию народного хозяйства при Совете Министров СССР.
В 1983—1991 году работал начальником 6-го главного управления и 6-го научно-технического управления Министерства оборонной промышленности СССР.
Провёл объёмную работу по разработке конструкции и организации производства плавающих двузвенных гусеничных машин на Ишимбайском заводе транспортного машиностроения (г. Ишимбай).
В 1992 году был назначен директором отделения лёгких машин Российского концерна оборонной промышленности, советником президента концерна Российского концерна оборонной промышленности.
С 1993 года работал техническим директором ОАО «Аврон» и ведущим специалистом по внешне-экономической деятельности в представительстве АО «Курганмашзавод» в Москве.
Алексей Иванович Насакин скончался 23 ноября 2011 года в городе Москве.

## Награды
- Орден Трудового Красного Знамени, дважды: 1971 год, 1986 год
- Орден Дружбы народов, 1980 год
- Почетное звание Заслуженный машиностроитель РСФСР, 1988 год
- Почётная грамота ЦК КПСС
- Почётный гражданин города Набережные Челны

## Семья
Жена Елена Михайловна